# Epinotia bicolor
Epinotia bicolor es una especie de polilla del género Epinotia, categorizada en la tribu Eucosmini, de la subfamilia Olethreutinae.

## Distribución
Se distribuye por Asia: en Japón e India, en el estado de Assam y en Naga Hills.

## Taxonomía
Fue descrita por Thomas de Grey, 6th Baron Walsingham en 1900.
Tratamiento taxonómico
La especie aparece registrada y publicada en Ann. Mag. nat. Hist. (7)6: 335.